# Гамбургер, Рудольф Альбертович
Рудольф Альбертович Гамбургер (нем. Rudolf Hamburger; 5 марта 1903, Силезия — 1 декабря 1980, Дрезден, ГДР) — немецкий архитектор, советский военный разведчик, член организации «Красная капелла».

## Биография
Учился в Высшей технической школе имени Пёльцига Ханса в Берлине.
После свадьбы с Урсулой Кучинской (Рут Вернер) в 1929 году вместе с женой в 1930 году он переехал в Шанхай, где он работал архитектором Шанхайского городского совета. Таким образом, он стал основоположником современной архитектуры в Китае. В феврале 1931 года у супругов родился сын Михаил.
После своего бегства из Шанхая в 1933 году он помог Рихарду Паулику (1903—1979 гг.). В 1937 году вернулся в Европу, жил некоторое время в Польше и Швейцарии, затем он отправился в город Чунцин, где тогда находилось китайское правительство, в надежде найти своих знакомых.
После первого выхода в эфир он был арестован и приговорён к смертной казни. Но благодаря усилиям Советского Союза был освобождён.
С осени 1941 года был отправлен в Иран, находился на нелегальном положении в Тегеране, бывшем тогда под контролем западных союзников. Там он был вновь арестован и осуждён, на этот раз передан американцам, потом англичанам, которые угрожали ему пытками. 15 мая 1943 года передан англичанами советским властям. В том же 1943 году в Москве он был приговорен к тюремному заключению по сфабрикованному обвинению и сослан в трудовой лагерь, из которого он был освобождён в 1952 году. До 1955 года он жил на Украине. В 1956 году он был реабилитирован и при помощи своего друга архитектора Паулика переехал на постоянное место жительства в ГДР. В то время он был заместителем директора по строительству Хойерсверды, работал архитектором.
Скончался 1 декабря 1980 года в Дрездене.